# Час вбивати (фільм, 1996)
«Час вбивати» (англ. A Time to Kill) — юридичний кіно-трилер 1996 року за однойменним романом Джона Грішема — першим романом цього письменника.
Головну роль виконує 27-річний Меттью Макконехі.

## Сюжет
Місто Клентон, штат Міссісіпі. Двоє білих зґвалтували чорну дівчинку і намагалися її повісити. Обидва були схоплені та посаджені під арешт. Але за законами штату за зґвалтування не передбачено смертної кари. Ґвалтівникам загрожує тривалий термін тюремного ув'язнення (10 років), але після закінчення деякого часу вони мають шанс вийти на свободу. Це не влаштовує батька дівчинки — Карла Лі Хейлі (у виконанні Семюела Л. Джексона). Колишній ветеран в'єтнамської війни, причаївшись у залі суду, розстріляв обох ґвалтівників в той момент, коли їх вводили в зал суду для розгляду питання про їх звільнення з-під арешту під заставу. При цьому був серйозно поранений один з поліцейських, що конвоювали арештованих. Карл Лі Хейлі негайно був арештований, йому загрожує газова камера.
Така зав'язка сюжету, основний зміст якого — протистояння адвоката (Джейк Брігенс у виконанні Меттью Макконехі) і прокурора (Руфус Баклі у виконанні Кевіна Спейсі), які повинні переконати присяжних і суддю у своїй правоті. Для захисту Карла Лі адвокат Брігенс вдався до допомоги свого вчителя і наставника Люсьєна Уілбенкса (Дональд Сазерленд) і студентки юридичного коледжу Елен Рорк (у виконанні Сандри Буллок), яка зуміла поєднувати в собі талант допитливого юриста і сьогодення приватного детектива.
Справа про холоднокровне вбивство негром двох білих в містечку на півдні США викликає гучний політичний резонанс. В сонний Клентон збираються активісти руху за права афроамериканців і бойовики Ку-клукс-клана, що намагаються натиснути на присяжних і схилити їх до вигідного для політиків вердикту.
Єдиний шанс Брігенса — визнання Карла Лі психічно неосудним у момент вбивства. Однак експерт-психіатр захисту потрапляє в пастку звинувачення — виявляється, у минулому йому пред'являли звинувачення в зґвалтуванні. Надії на виправдувальний вирок у захисту практично не залишається, всі юридичні зачіпки вичерпані. Однак Брігенсу вдається в останній зворушливій промові схилити присяжних на свою сторону, попросивши їх уявити на місці чорної дівчинки білу і вони виносять виправдувальний вердикт. Карл Лі вільний.

## У ролях
- Меттью Макконехі —  Джейк Тайлер Брігенс
- Сандра Буллок —  Елен Рорк
- Семюел Л. Джексон —  Карл Лі Гейлі
- Кевін Спейсі —  Руфус Баклі
- Олівер Платт —  Гаррі Рекс Воннер
- Ешлі Джад —  Карла Брігенс
- Кіфер Сазерленд —  Фредді Лі Кобб
- Дональд Сазерленд —  Люсьєн Вілбенкс
- Патрік Джозеф Макгуен —  суддя Омар Нус
- Чарлз С. Даттон —  шериф Оззі Воллс
- Бренда Фрікер —  Етель Вітті
- Майкл Еммет Волш —  доктор Віллард Тайрелл Басс
- Ентоні Хілд —  доктор Вілберт Роудхівер
- Тоні Стюарт —  Гвен Гейлі
- Джон Діль —  Тім Нанлі
- Кріс Купер —  Дуейн Луні
- Кертвуд Сміт —  Стемп Сіссон
- Нікі Кетт —  Біллі Рей Кобб
- Октавія Спенсер —  медсестра Аннет

## Сприйняття
На сайті Rotten Tomatoes рейтинг схвалення фільму становить 67% на основі 58 рецензій із середнім рейтингом 6,1/10. Консенсус критиків звучить так: «Наддовгий і поверхневий, «Час вбивати», тим не менше, досяг успіху завдяки своїй майстерності та першокласній грі акторів». Глядачі, опитані CinemaScore, поставили фільму оцінку «A» за шкалою від A+ до F.
Роджер Еберт дав фільму три зірки з чотирьох, сказавши: «Мене захопив «Час вбивати», і я вважаю гру акторів сильною та переконливою». Критик додав, що, на його думку, це «найкраща з кіноверсій романів Ґрішема, і її майстерно зрежисерував Джоел Шумахер».

## Премії та нагороди
- 1997 — номінація на премію Золотий Глобус
  - Найкращий актор другого плану.
- 1997 — премія MTV Movie Awards
  - Прорив у виконавській майстерності (Меттью Макконахі)
- 1997 — номінація на премію MTV Movie Awards
  - Найкраща актриса, найкращий кінематографічний лиходій
- 1997 — номінація на премію Золота малина
  - Найгірший фільм, який заробив у прокаті понад 100 млн $.
- 1997 — номінація на премію YoungStar Awards
  - Найкраща молода актриса в драмі.

## Зйомки
- На роль Джейка Брігенса планувалися Вел Кілмер, Джон К'юсак, Роберт Дауні (молодший), Ейдан Куїн і Бред Пітт. Розглядалися також кандидатури Вуді Харрельсона і Кевіна Костнера. Останній був дуже близький до затвердження, але проти цього виступив Джон Грішем — співпродюсер і автор книги, на якій заснований сюжет фільму — побоювався, що Костнер «підімне під себе» всю знімальну групу і впливатиме на сюжет фільму. Для Грішема це було неприйнятно. «Час вбивати» був першим його опублікованими романом і автор неодноразово зізнавався, що вважає цей роман найкращим з усіх своїх творів. Саме прагнення зробити його екранізацію максимально близькою до роману і змусило Грішема стати співпродюсером цього фільму. І саме ця обставина поставило хрест на спробі Кевіна Костнера зіграти в цьому фільмі головну роль. Побоювання Грішема виявилися настільки сильні, що на головну роль був затверджений Меттью Макконехі, до цього моменту вже затверджений на роль ку-клукс-кланівця Фредді Лі Кобба, брата одного з убитих Карлом Лі Хейлі (цю роль в результаті зіграв Кіфер Сазерленд). Роль неохайного Люсьєна Уілбенкса спочатку повинен був зіграти Пол Ньюмен, який вже виконував подібну роль в тематично схожому «Вердикті» Сідні Люмета, але він категорично відмовився зніматися у фільмі, що містить сцени насильства. Замість Ньюмена на цю роль був призначений Дональд Сазерленд.
- Шумахер два роки перед цим вже знімав фільм за романом Грішема — Клієнт — з Сьюзен Серендон і Томмі Лі Джонсом в головних ролях.
- У цьому фільмі зіграла династія Сазерленд — батько Дональд і син Кіфер.
- Кіфер Сазерленд, який зіграв у фільмі активіста Ку-клукс-клана, брата одного з двох жертв, вбивство яких стало зав'язкою сюжету цього фільму, дев'ять років перед цим зіграв у фільмі  The Killing Time .
- У фільмі події відбуваються в реальному місті Кентон, штат Міссісіпі, а не у вигаданому Клентон, як у романі.
- Фраза Семюела Л. Джексона «Так, вони заслуговували смерті, і я сподіваюся, вони горять у пеклі!» часто використовувалася в рекламах та трейлерах і стала «візитною карткою» Семюела Л. Джексона.